# Place du Carrousel
Pour les articles homonymes, voir Carrousel.
La place du Carrousel est une place de Paris située dans le 1er arrondissement entre les ailes Denon et Richelieu du palais du Louvre, à l'ouest de la pyramide.

## Situation et accès
Ce site est desservi par la station de métro Palais Royal - Musée du Louvre.

## Origine du nom
Elle tient son nom du Grand Carrousel, un spectacle d'équitation militaire donné en ce lieu par Louis XIV du 5 au 6 juin 1662, à l'occasion de la naissance de son fils Louis de France.

## Historique

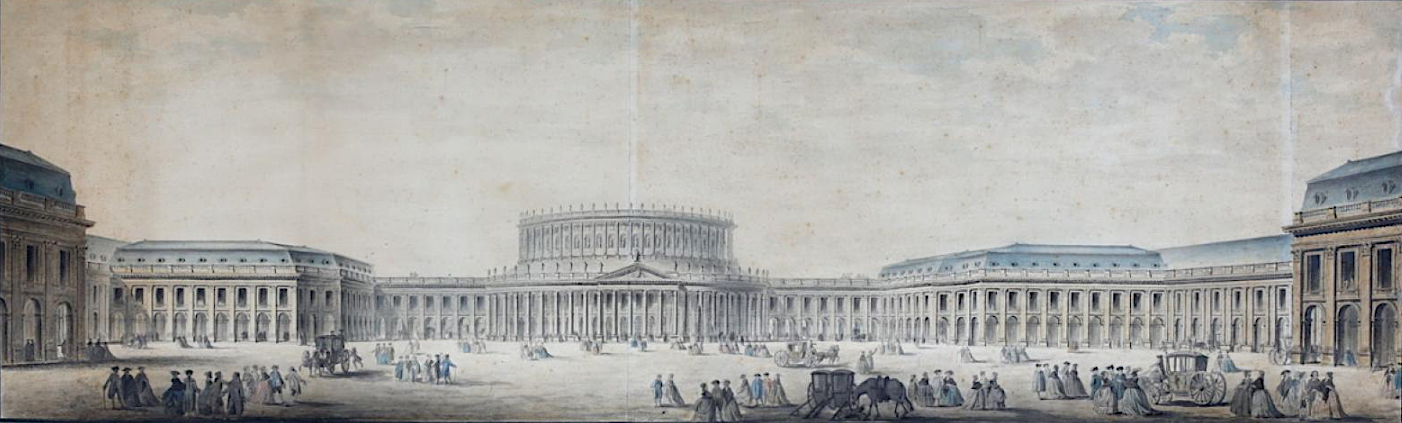
Projet non réalisé d’aménagement de la place du Carrousel au Louvre, vers 1784.

Avant le XVIIe siècle, le lieu était constitué d'un terrain vague pris entre le palais des Tuileries et l'enceinte de Charles V, rendue inutile au XVIe siècle par la construction de l'enceinte des Fossés Jaunes plus à l'ouest. En 1600, un jardin, dit « de Mademoiselle » (en référence à Marie de Bourbon-Montpensier), y est aménagé. Il est détruit en 1655. La place est créée en 1662 pour permettre la tenue du carrousel qui lui donne son nom.
D'une taille plus modeste qu'aujourd'hui, la place du Carrousel se trouvait entre l'hôtel de Longueville et la cour du palais des Tuileries, qui était fermée par une grille. Edmond et Jules de Goncourt y situent l'hôtel particulier où Louise-Julie-Constance de Brionne (1734-1815) tint salon au XVIIIe siècle.
Pendant la Révolution, la place est renommée « place de la Fraternité ».
L'arc de triomphe du Carrousel est édifié entre 1806 et 1808 pour servir d'entrée d'honneur au palais des Tuileries.
Durant les Trois Glorieuses, la place fut le théâtre d'affrontement entre les insurgés et la troupe.
La place est agrandie par phases successives au début du XIXe après démolition de maisons de la rue Saint-Nicaise et de la rue de Rohan.

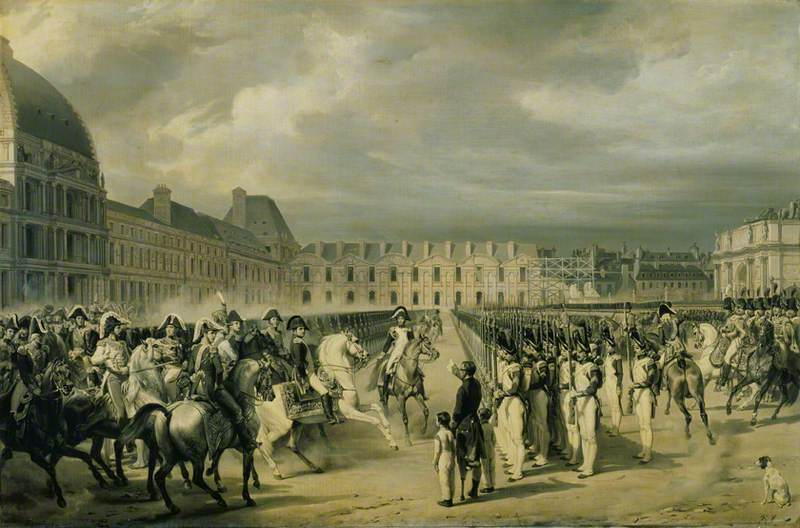
Napoléon passant en revue la garde, place du Carrousel
Horace Vernet, 1841-1842
Wallace Collection, Londres.

Cette place était fréquemment utilisée pour les revues de la Garde par Napoléon. Le tableau en grisaille d'Horace Vernet conservé à la Wallace Collection à Londres, est une réplique de la grande toile de lui présentée au musée de l'Ermitage à Saint-Pétersbourg. La scène représentée peut avoir eu lieu vers 1808-1809. Sur la gauche, on peut voir le palais des Tuileries détruit en 1871, et à droite l'Arc du Carrousel avec au sommet les chevaux de bronze de la basilique Saint-Marc de Venise, qui avaient été pris par les Français et furent rendus en 1815.
La place prend ses proportions actuelles après l'achèvement du palais du Louvre dans les années 1850 et après la disparition du palais des Tuileries, en 1883, qui ouvre la place à l'ouest sur l'axe historique.
Entre l'arc de triomphe du Carrousel et l'entrée du musée se trouvent deux statues d'Antoine-François Gérard, L’Histoire et La France victorieuse.

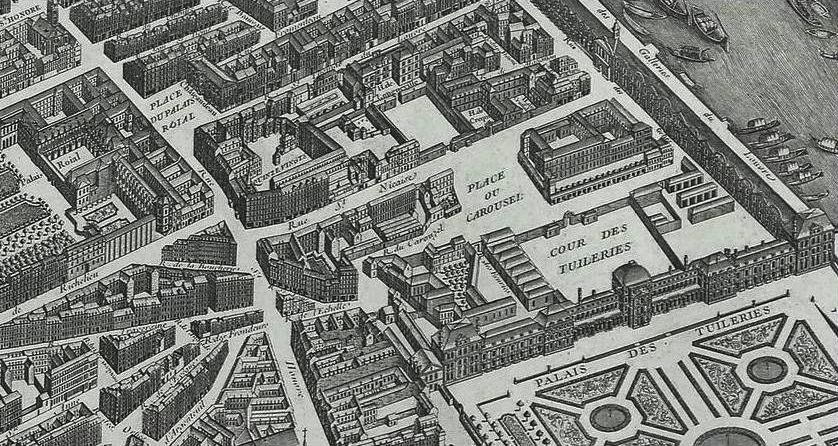
La place du Carrousel sur le plan de Turgot (1739).
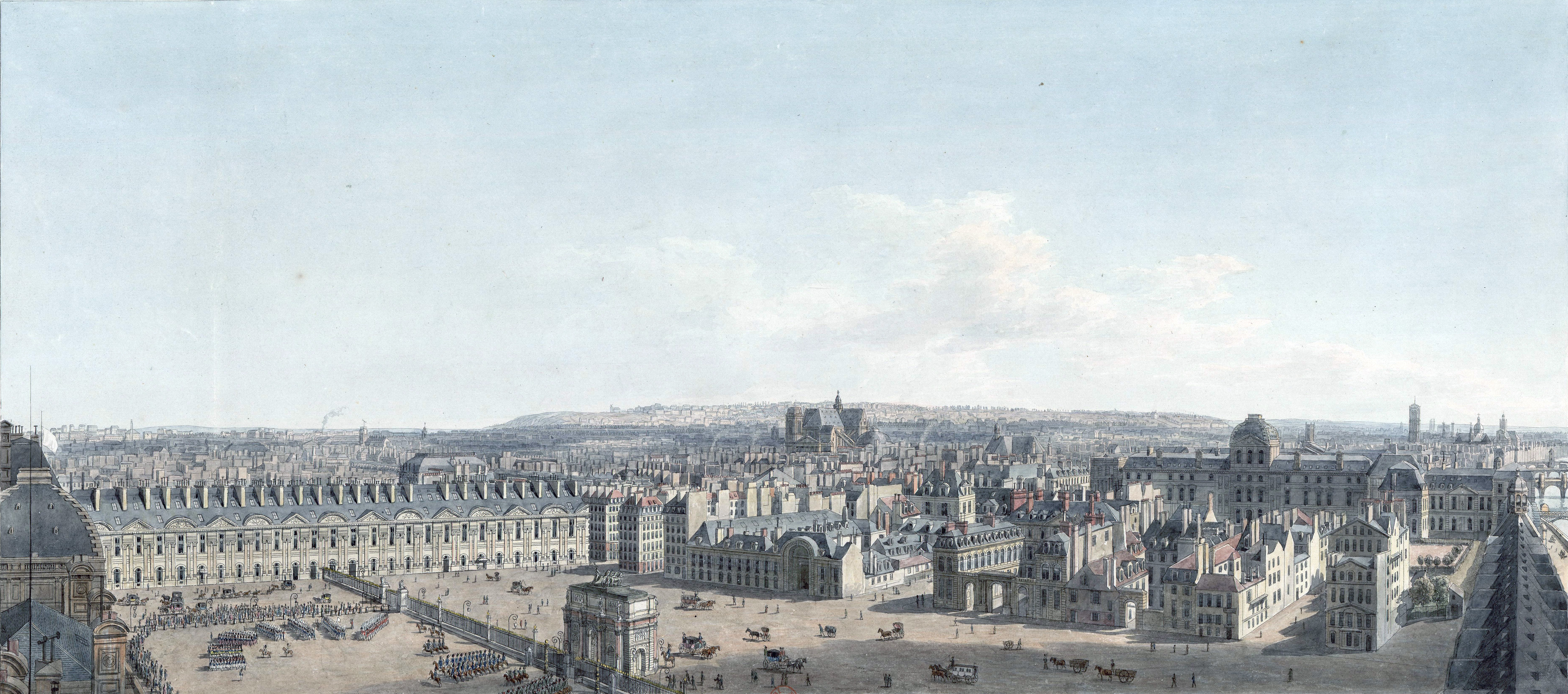
La place dans la première partie du XIXe.
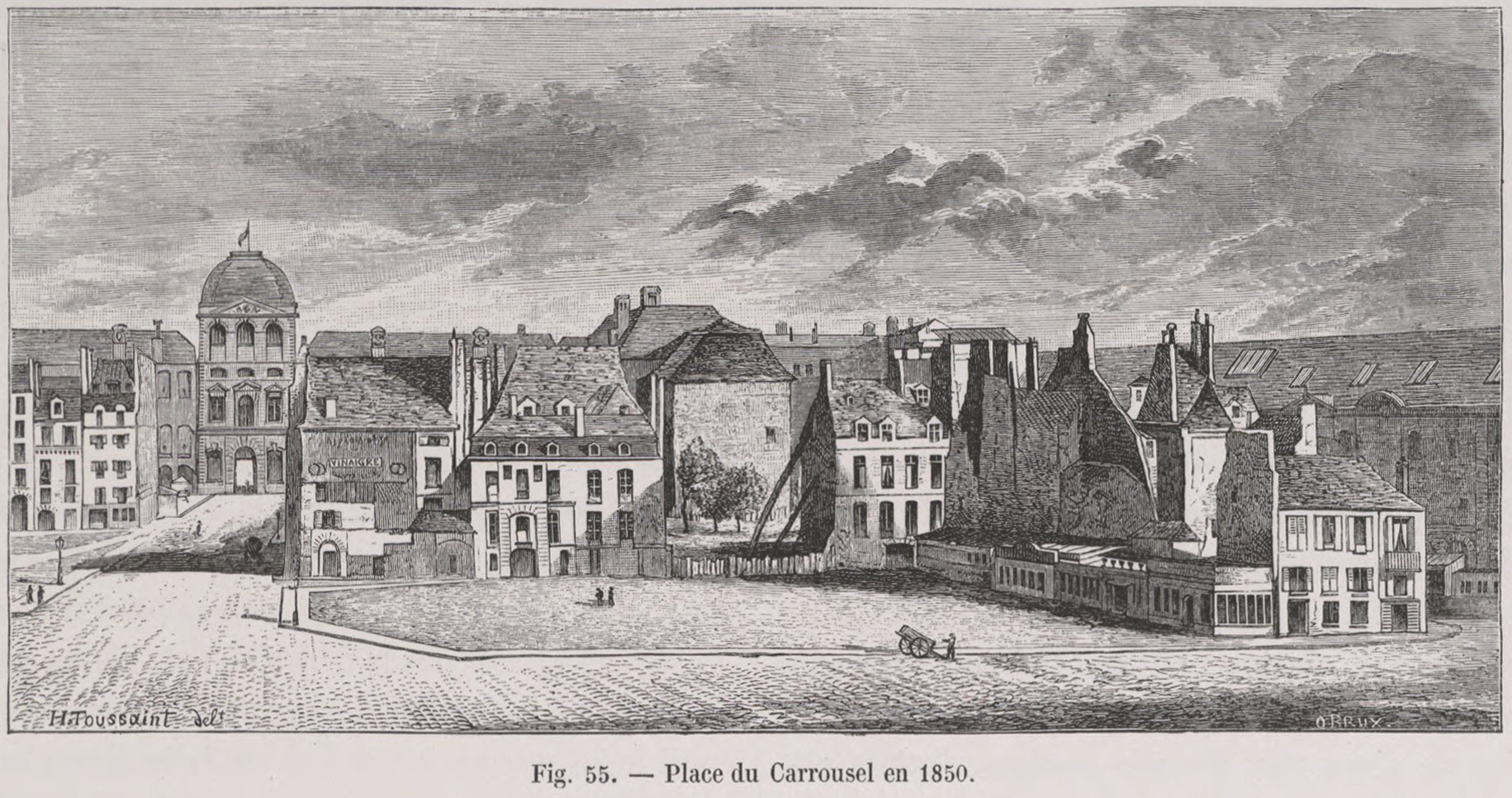
La place lors de la démolition des immeubles à l'intérieur de la cour du Louvre (vers 1850).
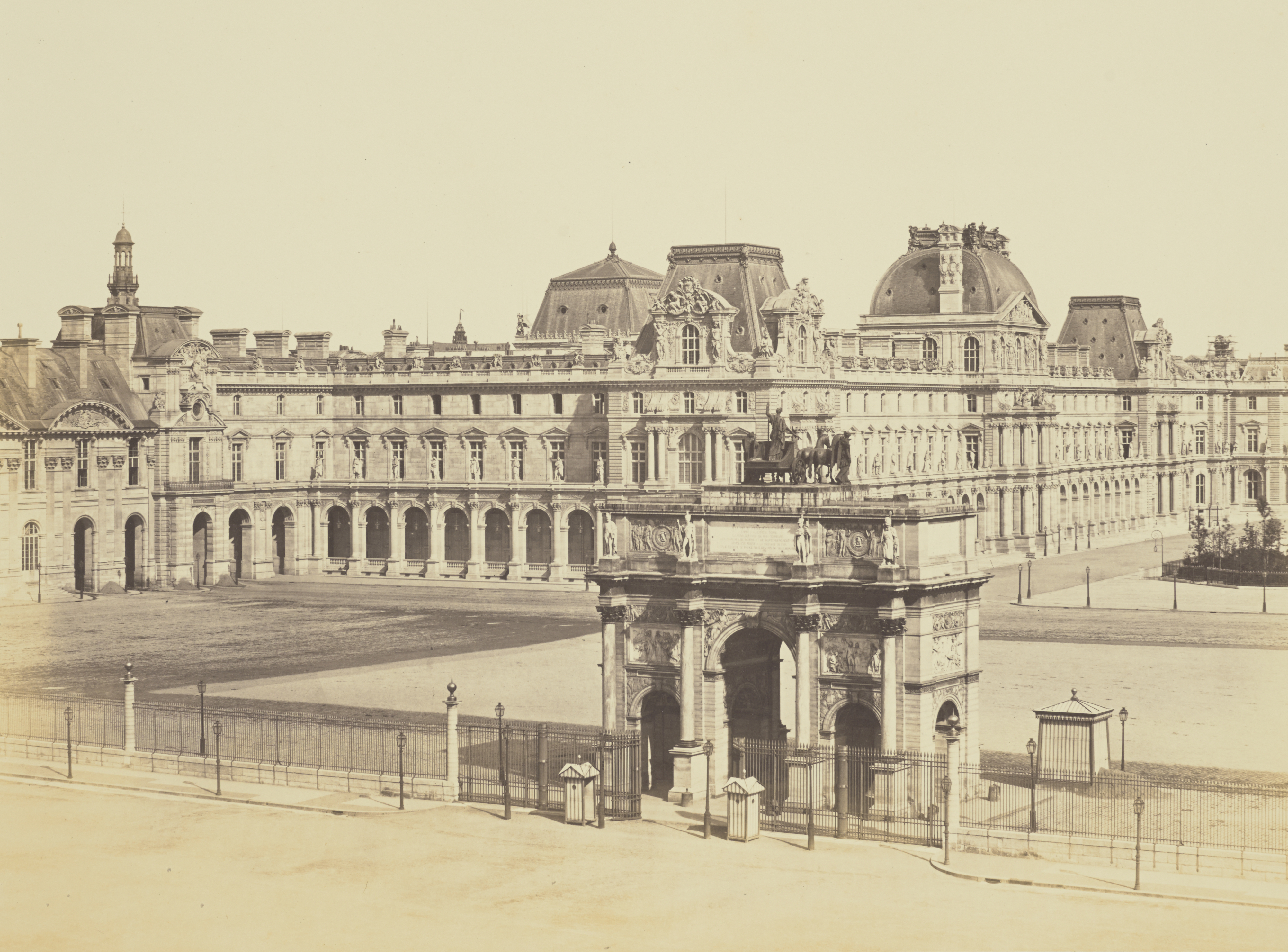
La place du Carrousel en 1853 après le dégagement de la cour du Louvre.
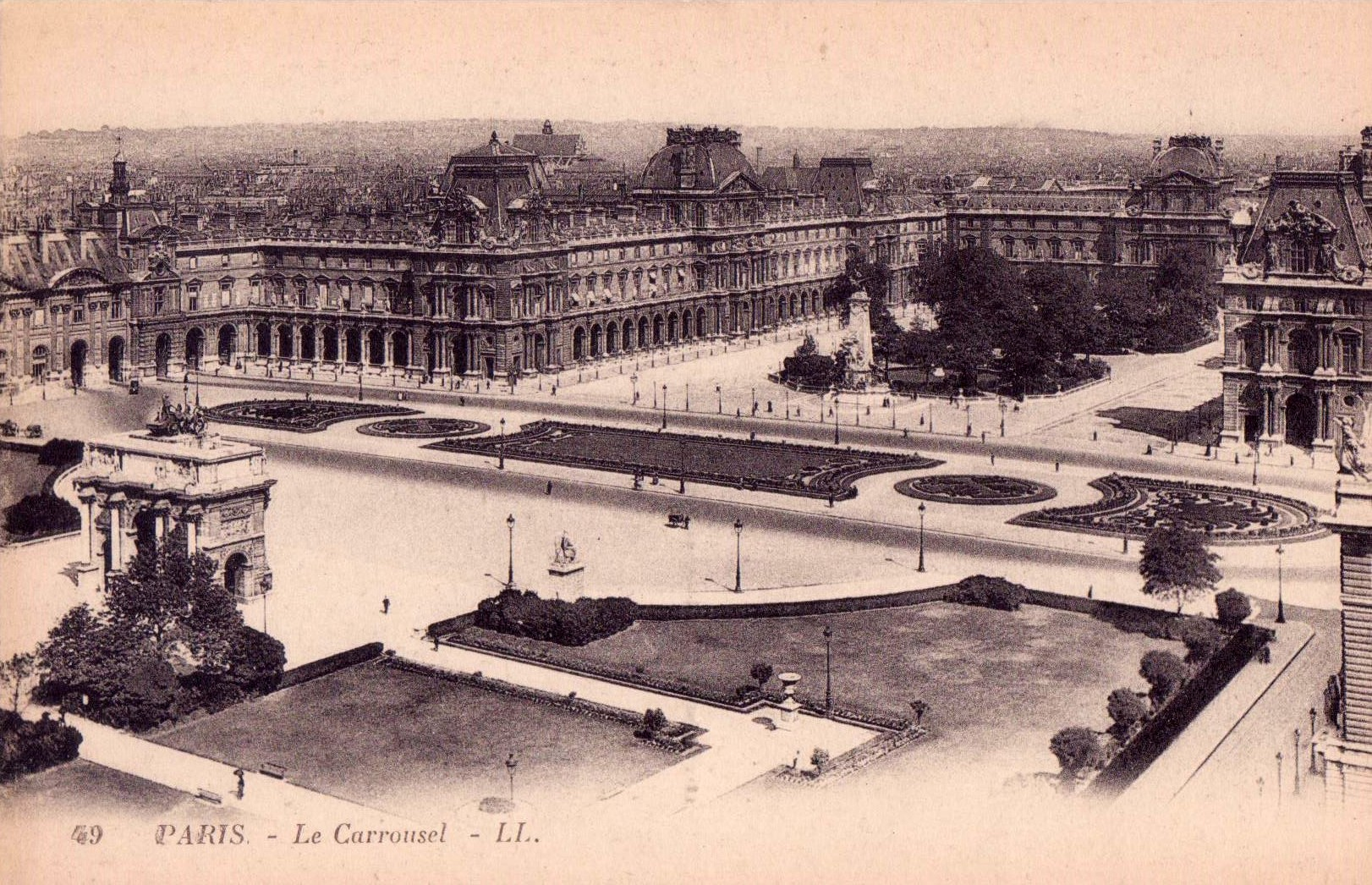
Place du Carrousel (vers 1910).

## Personnalités guillotinées place du Carrousel
- Arnaud de Laporte, ministre
- Jacques Cazotte, écrivain

## Iconographie
- Giuseppe De Nittis, Place du Carrousel, ruines des Tuileries (1882), huile sur toile, musée du Louvre (Paris).

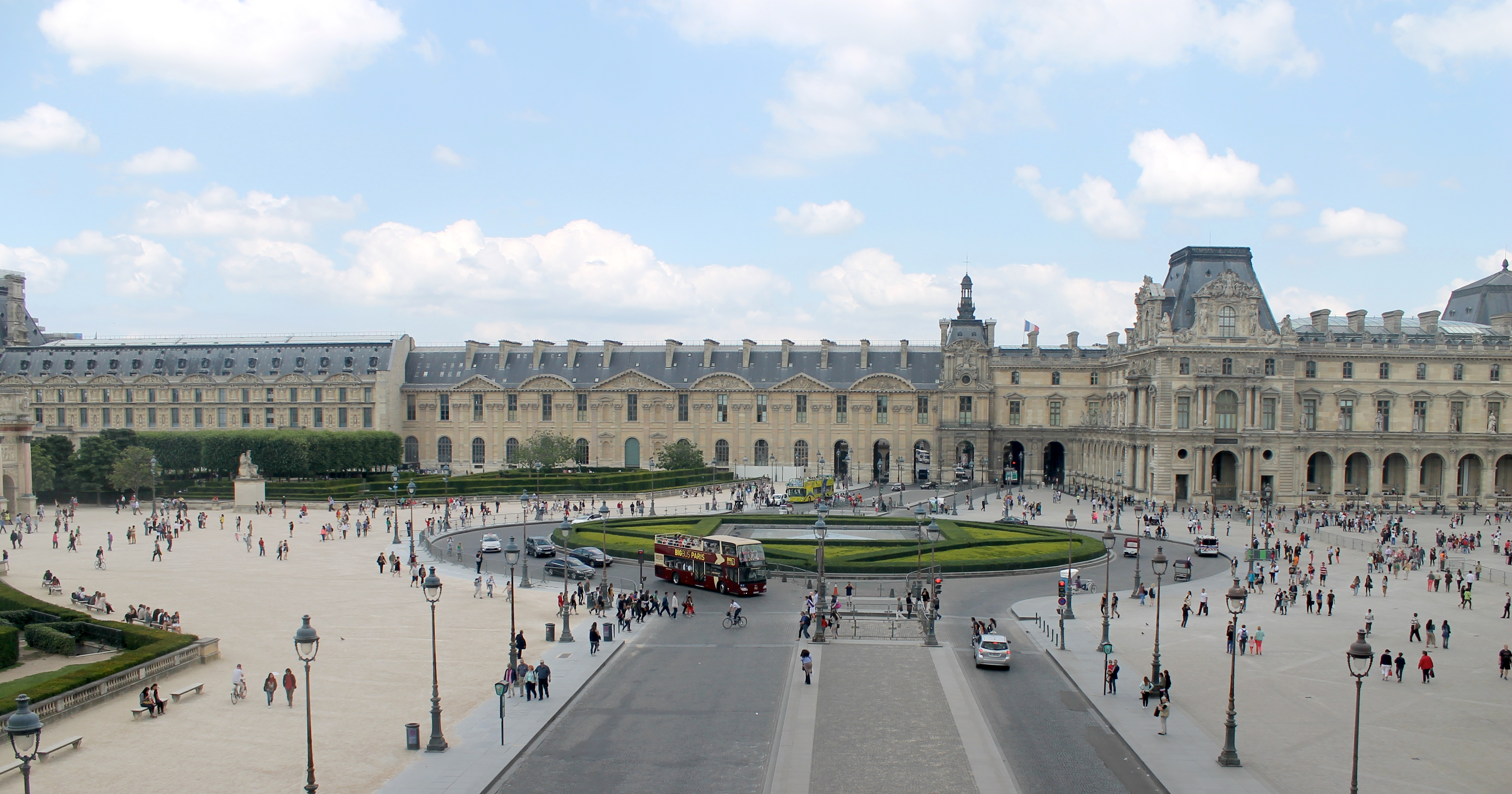
Place du Carrousel vue du palais du Louvre (grande galerie).
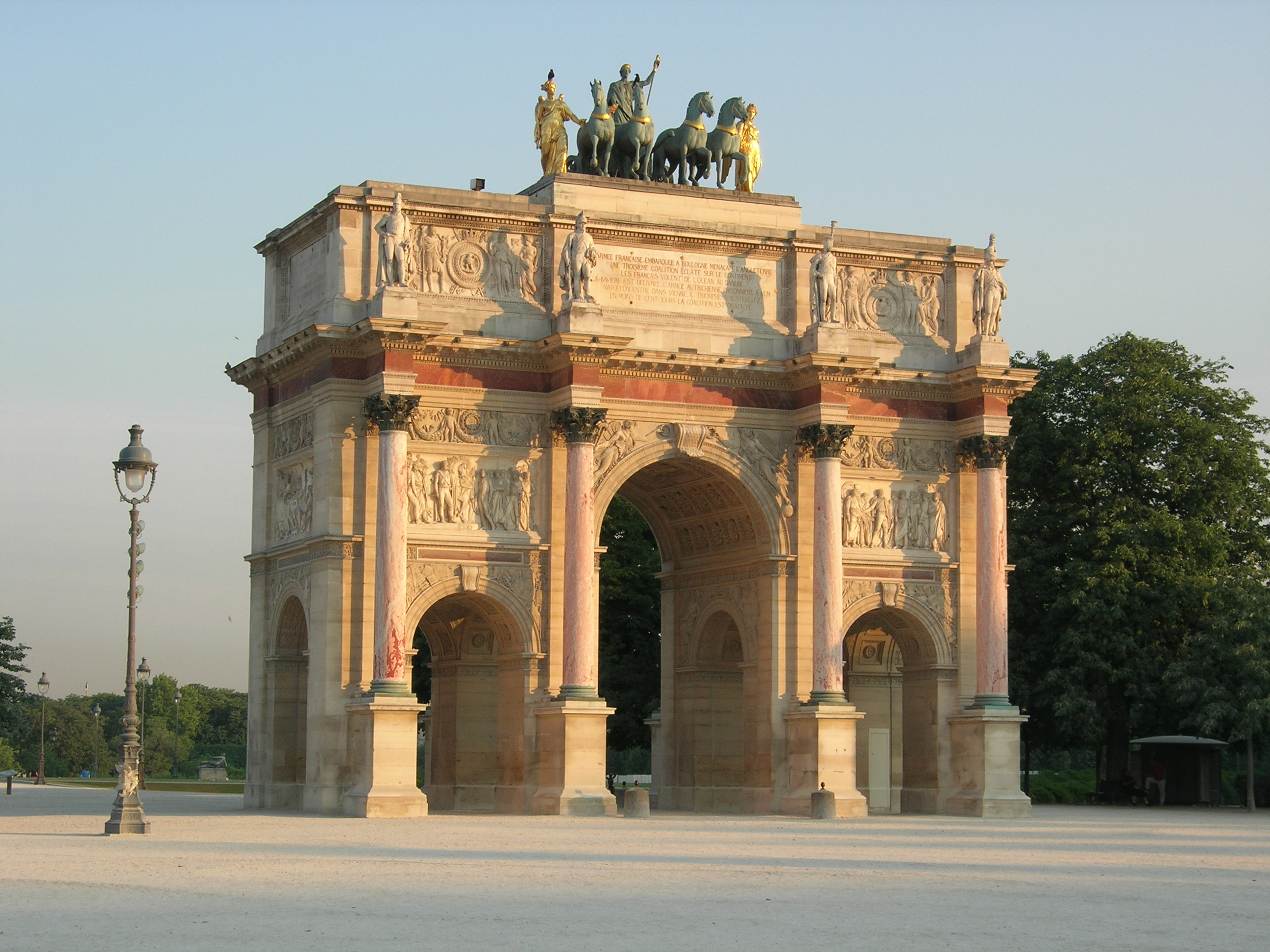
L'arc de triomphe du Carrousel.
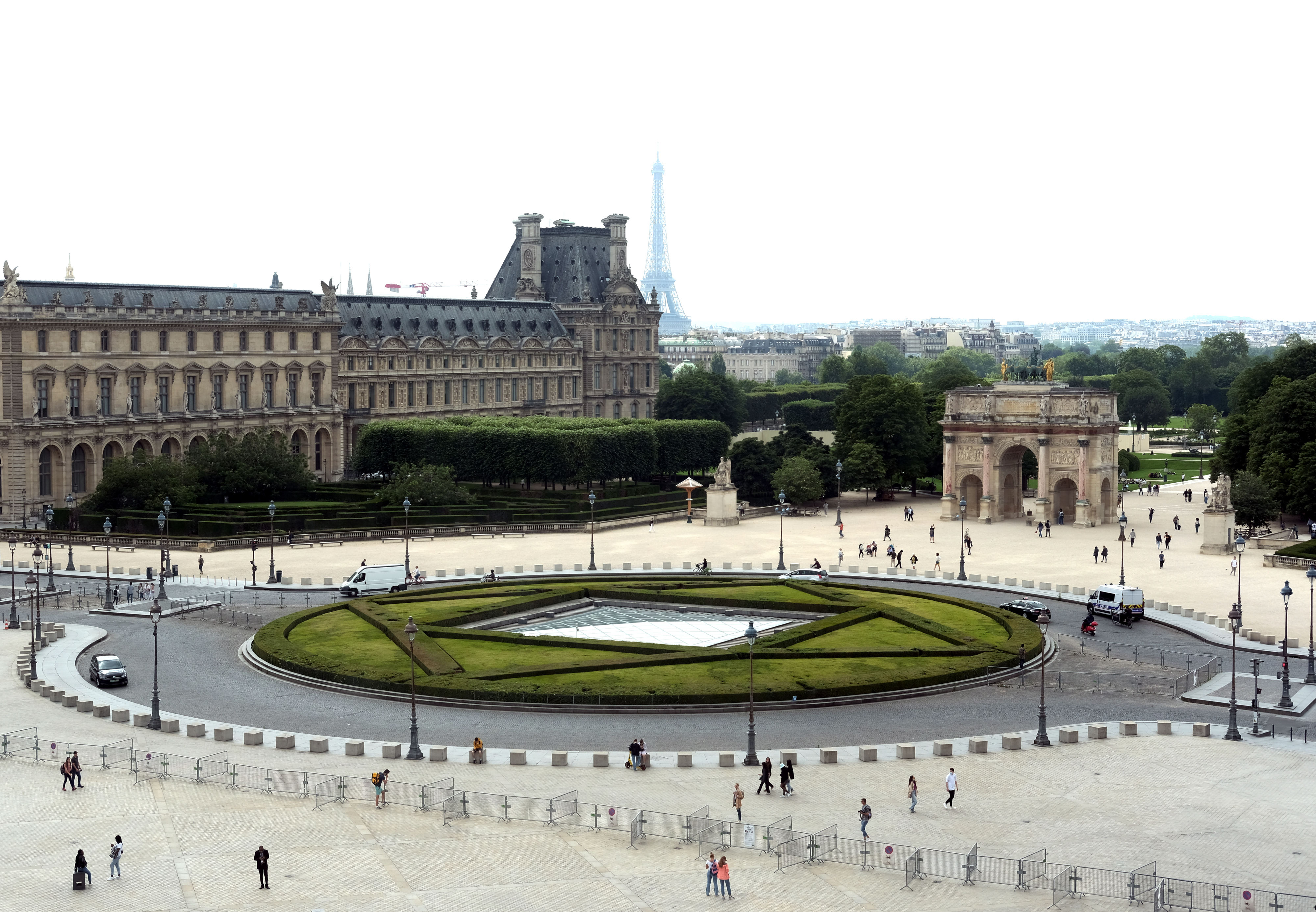
Vue de la place en direction du sud-ouest.

## Pour approfondir